# Kasteel van Cypierre
Het Kasteel van Cypierre (Frans: Château de Cypierre) is een kasteel in de Franse gemeente Volesvres. Het kasteel is een beschermd historisch monument sinds 1985.